# Tensió superficial

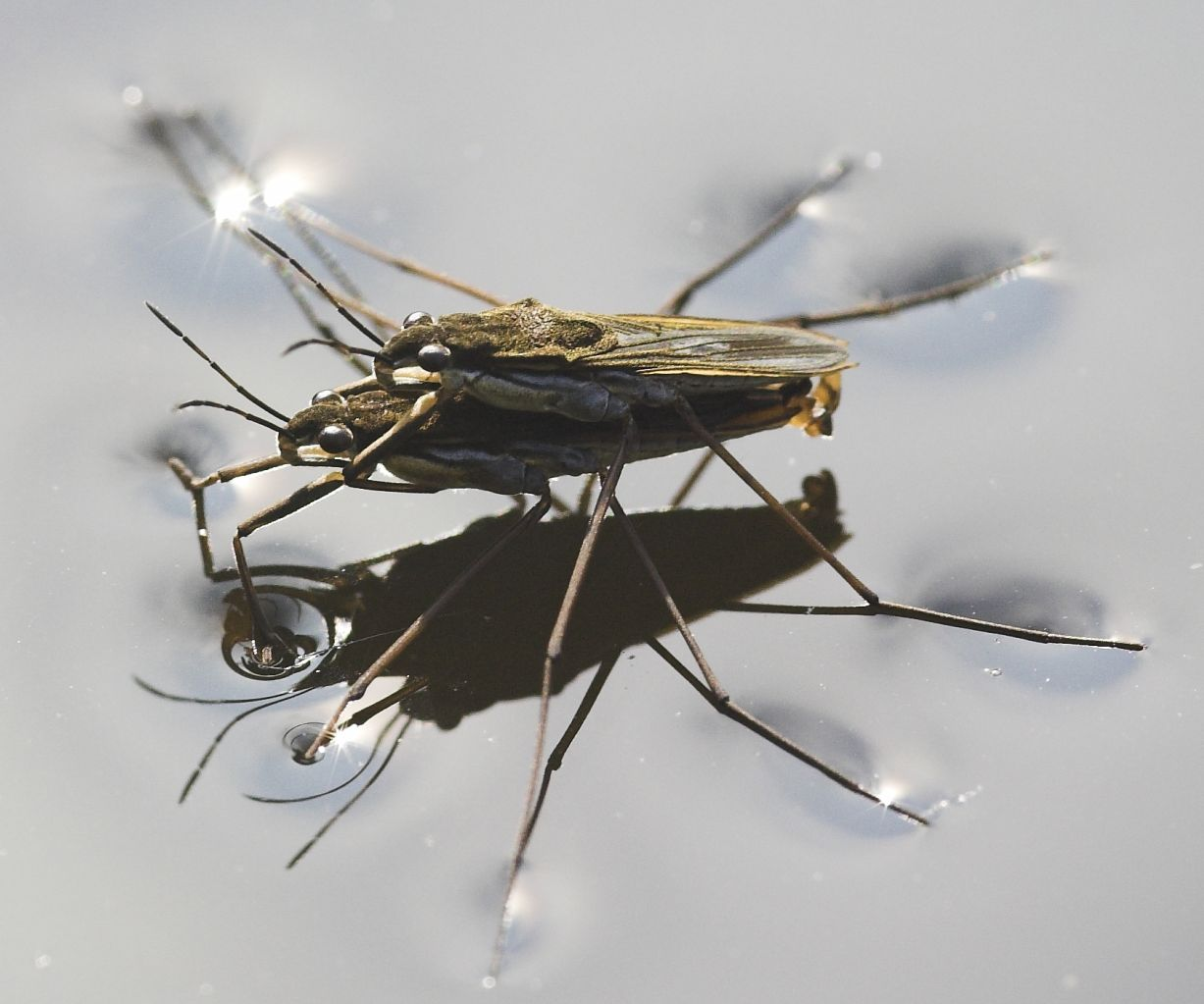
Dos sabaters, insectes que aprofiten la tensió superficial per desplaçar-se per damunt de l'aigua.

La superfície de qualsevol líquid es comporta com si sobre aquesta existís una membrana de tensió. L'home coneix aquest fenomen com a tensió superficial, i se sol representar amb la lletra γ. La tensió superficial és una manifestació de les forces intermoleculars a l'interior dels líquids. Les seves unitats són N·m-1=J·m-2 (en el Sistema Internacional).

## Propietats

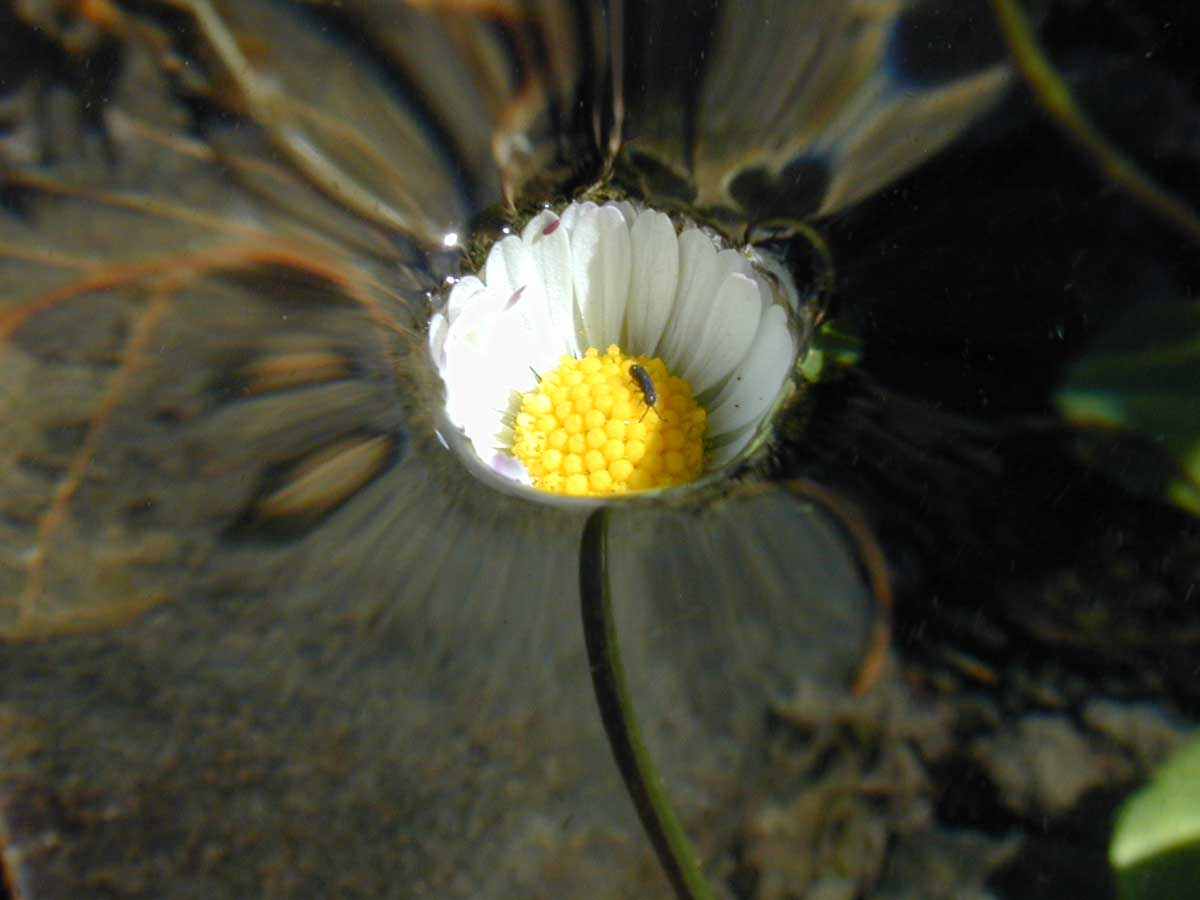
La tensió superficial impedeix que la margarida s'enfonsi.

La tensió superficial és una manifestació de les forces intermoleculars a l'interior dels líquids. A l'interior d'un líquid una molècula és atreta per totes les altres que l'envolten (forces de cohesió), de manera que l'efecte total és nul (el radi d'acció de les forces moleculars és relativament petit, abasta les molècules veïnes més properes), però en la superfície les forces que atrauen a les molècules cap avall no poden ser neutralitzades per les molècules superiors perquè no existeixen. A causa d'aquest fet els líquids tendeixen sempre a presentar la menor superfície lliure possible, d'aquí que un líquid, en absència de gravetat, adopti la forma esfèrica, que és la que té menor relació àrea/volum (com una gota d'aigua). Aquest efecte permet a alguns insectes, com el sabater (Hydrometra Stagnarum), desplaçar-se per la superfície de l'aigua sense enfonsar-se.
La resultant de les forces d'interacció sobre una molècula que es troba a l'interior del líquid i a la superfície són diferents: 
- A l'interior d'un líquid una molècula està en equilibri amb el seu entorn. La resultant de les forces d'interacció que l'envolten és nul·la i per això està en equilibri.
- El cas contrari és quan la molècula està situada a la superfície del líquid. Aleshores, la interacció entre les molècules del líquid i les de l'aire és inapreciable, per la qual cosa la superfície estarà sotmesa a una força resultant dirigida cap a l'interior del líquid.

### Condicions
La tensió superficial depèn de la naturalesa del líquid, del mitjà que l'envolta i de la temperatura. En general, la tensió superficial disminueix amb la temperatura, ja que les forces de cohesió disminueixen quan augmenta l'agitació tèrmica. La influència del medi exterior es comprèn, ja que les molècules del medi exerceixen accions d'atracció sobre les molècules situades en la superfície del líquid, contrarestant les accions de les molècules del líquid.

## Coeficient de la tensió superficial
La força F de la tensió superficial serà proporcional a la longitud l del contorn sobre el que actua (no pas proporcional a l'àrea de contacte líquid-sòlid, com podria semblar a primera vista). Per això, podem definir el coeficient de tensió superficial del líquid així:
{\displaystyle y=F/l}